# Livre

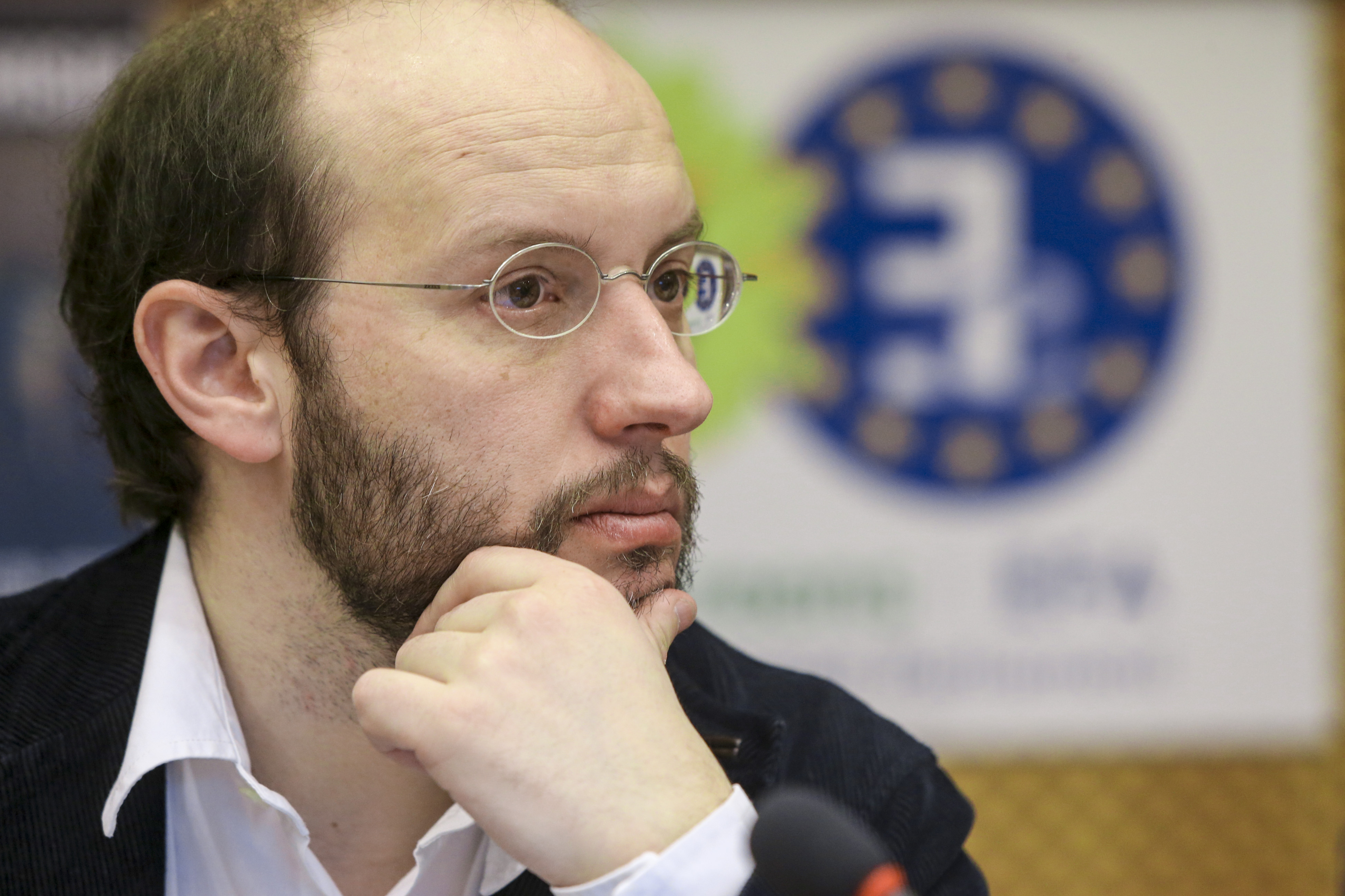
El político más conocido del LIVRE es Rui Tavares, quien hasta 2011 fue diputado en el Parlamento Europeo por el Bloque de Izquierda, y desde 2013 en adelante, por LIVRE.

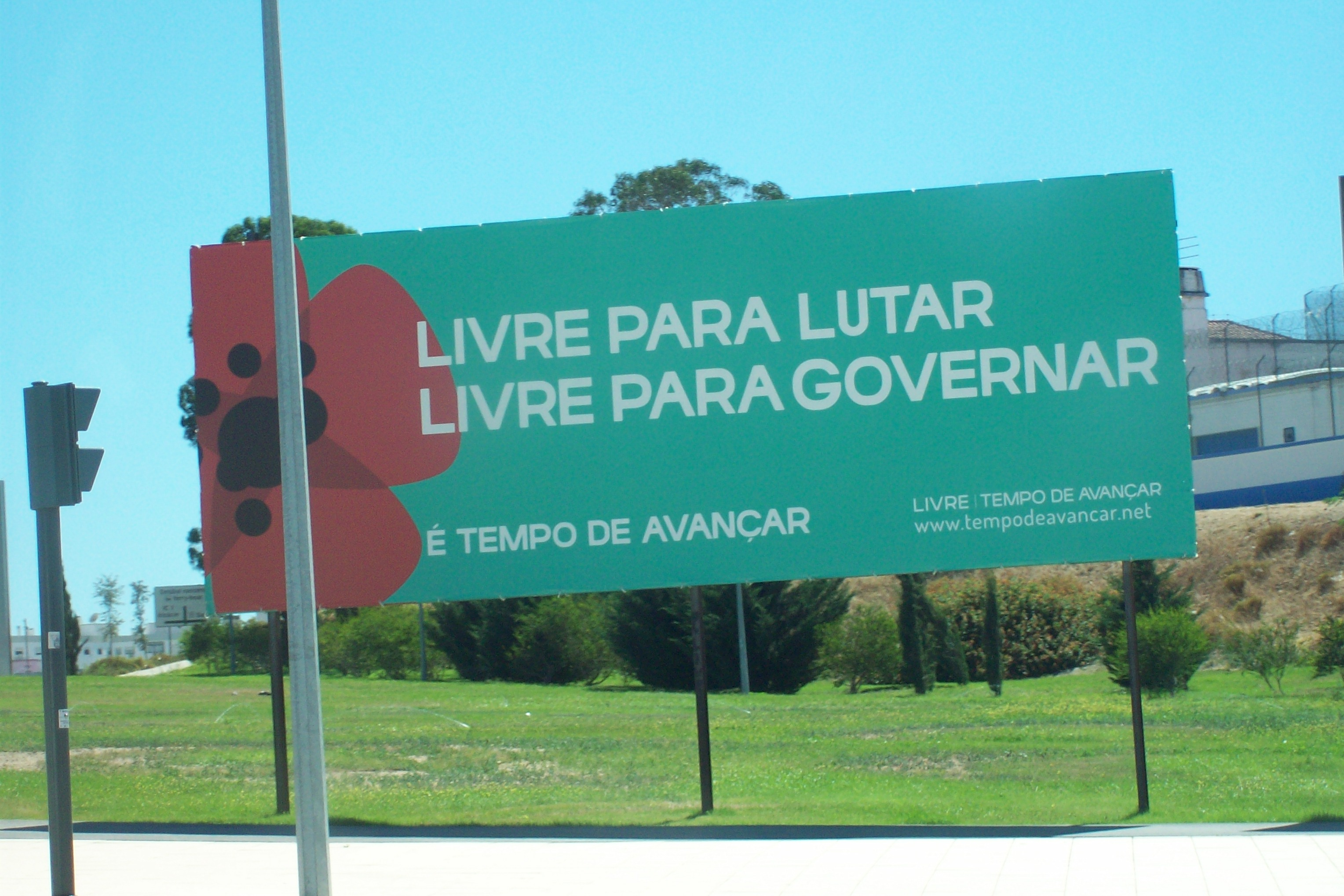
Cartel da la campaña electoral del LIVRE/Tempo de Avançar para las elecciones parlamentarias de 2015.

LIVRE (L; en español, «LIBRE») es un partido político portugués. Sus principios fundamentales son: universalismo, libertad, igualdad social, solidarismo, socialismo, ecología y europeísmo. Su símbolo es una amapola. Fue legalizado, con la denominación LIVRE por la Corte Constitucional el 19 de marzo de 2014.
En el contexto de un proceso de convergencia, el partido LIVRE formó una candidatura ciudadana, involucrando a diversos movimientos progresistas de izquierda e independientes, y decidió cambiar su nombre a LIVRE/Tempo de Avançar (sigla: L/TDA), en su segundo congreso el 19 de abril de 2015. Este cambio fue aceptado y registrado por la Corte Constitucional el 20 de mayo de 2015.
Este partido se distingue de otros partidos portugueses por su forma de organización interna. En particular, en el método de selección de sus candidatos para las elecciones a las que se presenta, sigue el formato de elecciones primarias abiertas, y rompe con la tradición de la elección de candidatos a invitación de las direcciones del partido. Por lo tanto, todos los electores registrados pueden ser candidatos del L/TDA, con la condición de que se identifiquen con sus principios fundacionales. Desde su inicio, el partido busca tomar decisiones de la manera más inclusiva. Un ejemplo es la plataforma en línea para la discusión de las ideas políticas Um Bazar de Ideias para o Livre, originalmente creada por dos miembros y apoyada públicamente por el partido en su Congreso Fundacional.

## Orígenes
El partido nació en 2013, siguiendo el Manifiesto para una Izquierda Libre, firmado por miles de portugueses, y sostuvo una serie de reuniones en todo el país. Otro momento clave fue el Congreso Fundacional, que tuvo lugar el 31 de enero y 1 de febrero de 2014 en Oporto.

## Organización interna

### Grupo de Contacto
El Grupo de Contacto es el órgano ejecutivo del partido, y el portavoz se selecciona dependiendo del tema de debate, dentro de este órgano compuesto por 15 miembros.
Los miembros actuales son:
| - Ana Natário - Filipa Pinto - Filipe Honório - Isabel Faria | - Joana Filipe - João Manso - José Manuel Azevedo - Mário Gaspar | - Miguel Bento - Natércia Lopes - Patrícia Robalo - Paulo Muacho | - Rui Tavares (co-porta-voz) - Teresa Leitão - Teresa Salomé Mota (co-porta-voz) |

## Elecciones europeas de 2014
Las primeras elecciones a las cuales el LIVRE se presentó fueron las elecciones al Parlamento Europeo, que tuvieron lugar el 25 de mayo de 2014. Después de una fase de evaluación de 37 precandidatos, y de dos debates públicos, se llevaron a cabo las primeras elecciones primarias abiertas en Portugal, las cuales tuvieron lugar el 6 de abril de 2014.

## Resultados electorales

### Asamblea de la República

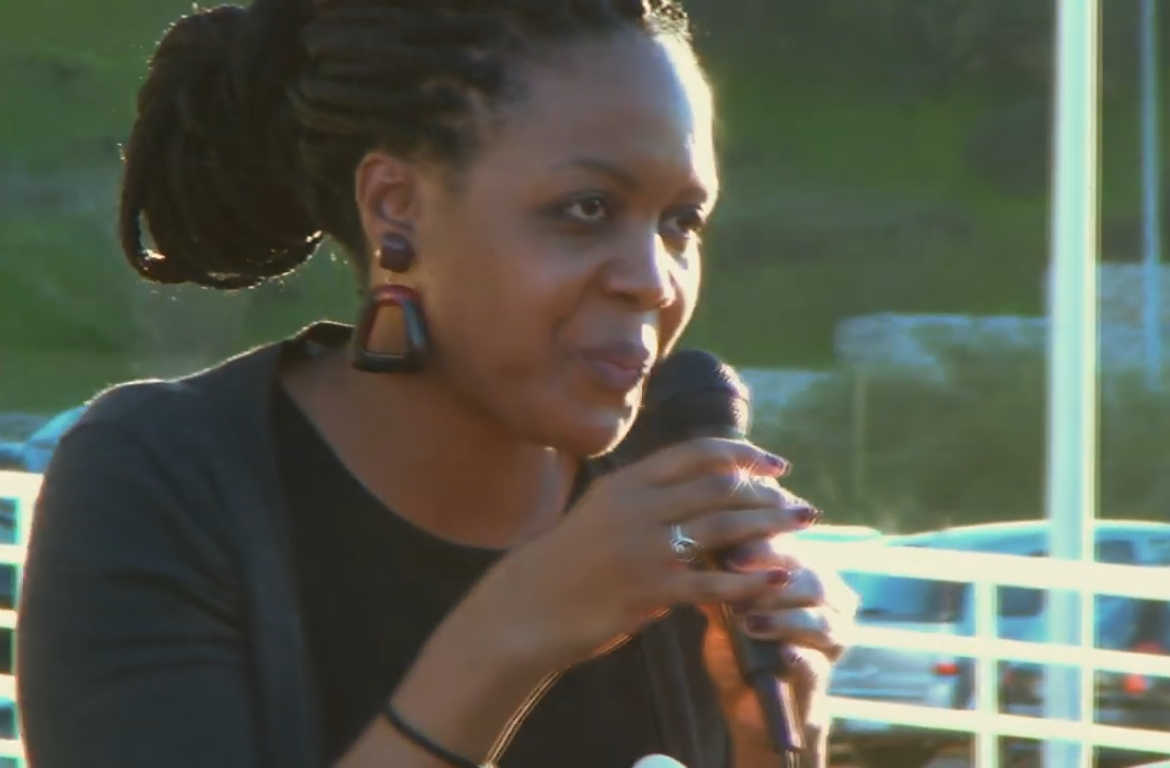
Joacine Katar Moreira, primera diputada electa por el partido en la Asamblea de la República.

| Año  | Votos   | %        | Escaños | +/-         | Líder                 |
| ---- | ------- | -------- | ------- | ----------- | --------------------- |
| 2015 | 39,330  | 0.7 (#9) | 0/230   | –           | Rui Tavares           |
| 2019 | 57,172  | 1.1 (#9) | 1/230   | 1           | Joacine Katar-Moreira |
| 2022 | 68,971  | 1.3 (#9) | 1/230   | Sin cambios | Rui Tavares           |
| 2024 | 199.890 | 3.26(#7) | 4/230   | 3           | Rui Tavares           |
| 2025 | 257.291 | 4.07(#5) | 6/230   | 2           | Rui Tavares           |

### Elecciones europeas
| Año  | Votos   | %          | Diputados |
| ---- | ------- | ---------- | --------- |
| 2014 | 71.495  | 2,2% (#6)  | 0 de 21   |
| 2019 | 60.575  | 1,83% (#8) | 0 de 21   |
| 2024 | 148.572 | 3,76% (#7) | 0 de 21   |